# غيرد كيهرر
غيرد كيهرر (Gerd Kehrer) (ولد في 7 أبريل 1939 م في فرانكفورت صباحا ماين)هو رسام ألماني، رسام، مصمم جرافيك ومؤلف. وهو يعيش ويعمل في فرانكفورت وكذلك في جزر في المحيط الأطلسي والبحر الأبيض المتوسط.[بحاجة لمصدر]

## الحياة

### الطفولة
ولد غيرد كيهرر في Mühlberg في فرانكفورت ساكسنهاوزن وقضى طفولته المبكرة في Teichstraße 5. وهو ابن جيرترود كيهرر، وني شوه (1909-2008)، وخياطة، وفريدريش كيهرر (1897-1954)، عامل والمطبع. وكان والده في شركة الرسم الكبيرة جورج سترايت وشركاه في فرانكفورت صباحا ماين، ماينزر لاندستراس 184، رئيس مجموعة اليد والجهاز (مجموعة الرصاص) مع حوالي ستين موظفا. أعطى ابنه أولى دوافعه الفنية في الرسم والرسم.
بسبب الحرب وعواقبه (اخلاء لWürges / Camberg في Hintertaunus ونقل عدة داخل فرانكفورت) ، Kehrer حضر ثلاث مدارس في فرانكفورت الابتدائية في 1946/49 : Schwanthaler - ، Textor - ، ريدروالد شول وكذلك Brüder -Grimm - Mittelschule مع الشهادة النهائية النضج المتوسط ، بعد ستة أسابيع من الامتحان. في بداية الخمسينات كان عضوا في اف إس في فرانكفورت, تدرب في الملعب على بورنهايمر هانغ (اليوم فرانكفورت فولكسبانك ملعب) ولعب بانتظام على كرة القدم في عطلة نهاية الأسبوع في واحدة من العديد من فرق نادي الشباب. في مدرسة الموسيقى بيتر إرنست في فرانكفورت، تعلم كيهرر العزف على الأكورديون وعزف في أوركسترا الشباب في حفلاتهم الموسيقية.

### التربية الفنية
بسبب الوفاة المبكرة لوالده، أكمل تدريبًا لمدة ثلاث سنوات كمعيد إيجابي في جورج ستريت وشركاه وحصل على تعليم قوي في جميع تخصصات صناعة الفنون التصويرية تقريبًا مع دروس نظرية وعملية (الرسم والرسم في ألف بايرل)في غوتنبرغشالول في فرانكفورت. بعد ذلك درس كيهرر الرسم المجاني وتاريخ الفن في المدرسة المسائية في Städelschule (جامعة الدولة للفنون الجميلة، فرانكفورت آم ماين) وكذلك التصميم الجرافيك في Kunstschule Westend في فرانكفورت آم ماين. وكان معلموه ماكس بيكمان الطالب والتر Hergenhahn وماكس Bittrof.

### فنّان جرافيك
منذ عام 1959، عمل كيهرر كمصمم جرافيك في قسم الإعلان في مجموعة الهاتف والوقت القياسي لمدة خمسة عشر عامًا تقريبًا. حتى ذلك الحين، أصبح عمله الإبداعي معروفًا من خلال المسابقات الوطنية والدولية بالإضافة إلى المنشورات والمعارض والجوائز.

## العمل
جيرد Kehrer يرسم، والدهانات والتصاميم في الغالب في دورات، مجازيا ومجردة. إن تغيير أساليب رسمه، وتنوع مواضيعه، فضلاً عن صندوق تقني متعدد الاستخدامات، هي سمة مميزة لعمله بقدر ما هي متعة التجريب. في عمله هناك الرسم ، (طباعة) الرسومات ، والألوان المائية ، والغواش ،والاكريليك ، والرسم الزيتي ،وسائل الإعلام المختلطة ، الكولاج ، التجميع ،والأشياء. وهذا يخلق مجموعات من الأعمال التي يمكن أن تكون متناقضة تماما والتي يتهرب عمدا التصنيف. الحفاظ على أسلوب يبدو كما المشتبه به له كنظريات حول الفن.

### صور التناوب
يتم ترتيب الصور الدورية لجيرد كيهرر بطريقة يمكن أن ينظر إليها من قبل الأربعة ، ولكن على الأقل من جانبين - لذلك لا يوجد أعلى أو أسفل ثابت ، ولا يمين أو يسار ثابت. هذا عرض مفتوحة تأمل يماثل إلى الخلق من العمل: الصورة حامل كان بالتناوب مرارا وتكرارا أثناء اللوحة عملية.
تم إنشاء الفيلم الأول ، جيمس دين ومخاوفه ، في عام 1983 وعرض لأول مرة في المعرض بعد عامين في متحف دويتشه السينمائي: غيرد كيهرر - دين - مونرو - فاسبيندر - ويلز. يتم تزويد صور Kehrer الدوارة ، والتي يمكن تقديمها أيضًا بالتناوب ببطء بمساعدة محرك خلفي ، بعلامة مقابلة.

## المعارض

### معارض منفردة
- 1964 رومر (فرانكفورت صباحا ماين)
- 1967 معرض البلدية في ميونيخ لينباخهاوس
- 1967 كونستهال ريكلينغهاوزن
- 1967 متحف ولاية أثينا
- 1967 متحف القاهرة الحكومي
- 1968 معرض في رامهوف فرانكفورت
- 1970 جمعية الإعلان البافارية ميونيخ
- 1970 بينالي من التصميم الجرافيكي برنو
- 1971 شتاينرنيس هاوس (فرانكفورت صباحا ماين)
- 1974 بينالي من التصميم الجرافيكي برنو
- 1974 ملصق وارسو بينالي
- 1975 دبلن مهرجان دبلن للفنون
- 1975 معرض الملصقات الدولي وارسو
- 1977 شتاينرنيس هاوس (فرانكفورت صباحا ماين)
- 1978 بينالي من التصميم الجرافيكي برنو
- 1978 Premiére Triennale Européene de l'Affiche Mons
- 1978 متحف غوتنبرغ ماينز
- 1978 دارمشتات سوق الفن
- 1982 بينالي من التصميم الجرافيكي برنو
- 1983 المسابقة الدولية الأولى للتصميم أوساكا
- 1983 فاسبيندر- ميموريال ألتي أوبر فرانكفورت
- 1984 [لينّوندّوسّسّوّسّة هـو ماينت أ/ا)
- 1985 معرض في بنكر فرانكفورت
- 1986 بينالي من التصميم الجرافيكي برنو
- 1987 متحف السلام في هيروشيما
- 1989 متحف إسرائيل القدس
- 1995 معرض مزدوج لك بادربورن
- 1999 يمكن تصور فرانكفورت
- 2000 يفكّر فرانكفورت
- 2004 الصيف في Oberursel Strackgasse
- 2004 لوثركيرش فرانكفورت

### المنشورات
- شكل وتكنولوجيا. مجلة الطباعة والورق IG لجميع القطاعات المهنية في صناعة الفنون التصويرية 10/1965
- الفنانين في BBK فرانكفورت. الرسام النحات 1967
- رسم هسي في أثينا والقاهرة. معرض السفر كتالوج المعرض 1976
- الجرافيس السنوي. السنوي الدولي للرسومات الإعلانية، وجرافيس الصحافة زيوريخ 1967/68
- ملصق دولي سنوي 14. آرثر نيغلي المحدودة. Niederteufen سويسرا 1969
- بينالي 1 من التصميم الجرافيكي. معرض مورافسكا برنو، كتالوج المعرض 1970
- ملصق دولي سنوي 15. آرثر نيغلي المحدودة. Niederteufen سويسرا 1973
- 6 بينالي التصميم الجرافيكي. معرض مورافسكا برنو كتالوج المعرض 1974
- ملصق 5 بينالي وارسو. فهرس المعارض 1974
- ملصقات الجرافيس. السنوي الدولي لفن الملصق، مطبعة الجرافيس زيوريخ 1974
- ملصقات الغرافيس 75. السنوي الدولي لفن الملصقات، صحيفة Graphis Press زيورخ 1975
- جهاز كشف الكذب. مجلة صناعة الطباعة 10/1975
- الجرافيس 145. المجلة الدولية للرسومات والفنون التطبيقية، وصحيفة جرافيس زيورخ
- الجرافيس 188. المجلة الدولية للرسومات والفنون التطبيقية، صحيفة جرافيس زيورخ 1976/1977
- جيرد كيهرر – وجوه الوجه. كتالوج المعرض، معرض البلدية فرانكفورت 1978
- 1 - الملصق الأوروبي كل ثلاث سنوات. متحف الفنون الجميلة - الفنون Mons /Belgium، كتالوج المعارض 1978
- بينالي 8 للتصميم الجرافيكي، معرض مورافسكا برنو، كتالوج المعرض، 1978
- الرؤية - الانعكاس. المعرض 50 من البلدية معرض دير الكرملية فرانكفورت، معرض كتالوج 1980
- Graphis Ephemera، الفنانين الترويج الذاتي. Graphis الصحافة كورب زيوريخ 1980
- تقرير عن مسابقة التصميم الدولية الأولى، أوساكا. فهرس المعارض 1984
- رسومات الرواية. منشور شهري دولي لتصميم الاتصالات Bruckmann Munich 10/1984
- السلام '85 التقويم الجيب Lamuv فيرلاغ 1985
- تقويم السلام '85. يضر الكتب التقويم جيب 1985
- Ebbelweigebabbel بواسطة غيرد Kehrer. 102 رسومات ملونة مع نصوص لهجة فرانكفورت، كتاب بطاقة بريدية، 1986
- ملصقات جاغدا للسلام. معرض دوليّة متحف سلام هيروشيما معرض فهرسة 1987
- غيرد كيهرر - كنيسة القديس بولس. Gerd Kehrer الطبعة الفن فرانكفورت 1997
- روث شفارتز – إيشنهايمر Turm أحد معالم فرانكفورت. فالديمار كريمر فيرلاغ 2001
- جيرد كيهرر - كنائس المدينة. متحف ليمبورغ، دار نشر متحف الأسقفية العادية ليمبورغ /Lahn معرض كتالوج 2008
- ELLE مدينة فرانكفورت 05/2011. الثقافة: غيرد Kehrer جولة الفن. إيل فيرلاغ ميونخ 2011
- الدليل الدولي للفنون. كتاب عناوين الفن
- منذ عام 1965، تقارير ومناقشات مستمرة حول غيرد كيهرر وعمله في جميع الصحف اليومية فرانكفورت وكذلك في الصحافة الوطنية